# كريستيان نيلسن
كريستيان نيلسن (بالدنماركية: Christian Nielsen)‏ (24 مارس 1985 بالدنمارك - ) هو لاعب كرة قدم دانمركي في مركز الدفاع. لعب مع نادي فريماد أماغر ونادي نوردشيلاند ونادي هرفوليه وStenløse Boldklub ‏ وBoldklubben af 1893 ‏.

## وصلات خارجية
- كريستيان نيلسن على موقع قاعدة بيانات كرة القدم.إي يو (الإنجليزية)